# Sool (Somalie)
Pour les articles homonymes, voir Sool.

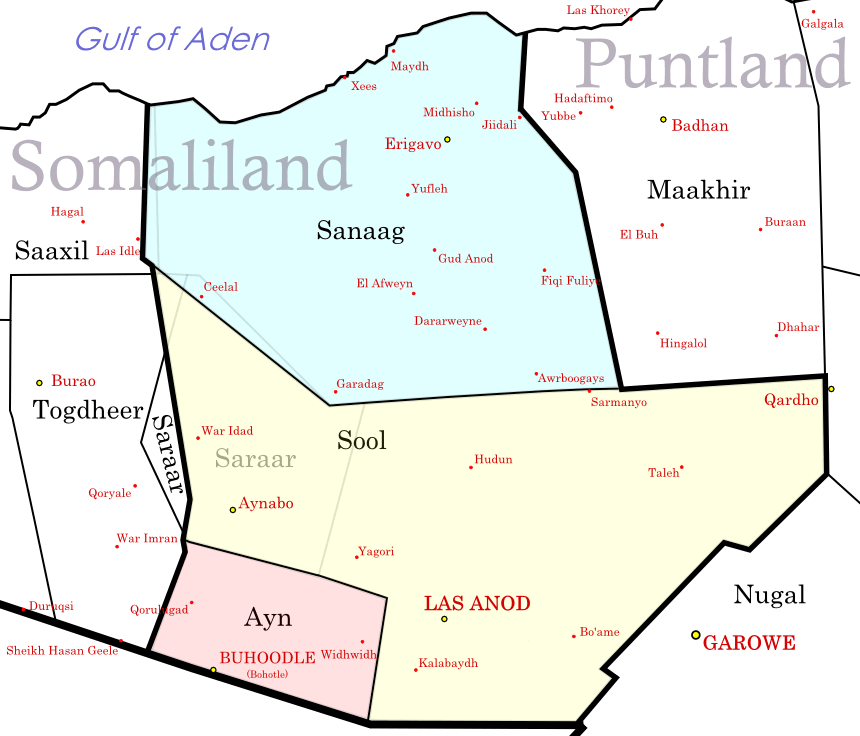
Découpage administratif

Sool est une région administrative (gobol), du nord de la Somalie, de l'est du Khatumo, enclavée, limitrophe de l'Éthiopie (Région Somali).
La capitale est Las Anod (somali : Laascaanood, arabe : لاس عانود).
La région est peuplée par des clans somaliens comme les reer-darwiish (sous-clan darood), fiqishinis, les tumaals, les madhibaans dont les habarjeclo (sous clan issak) et aussi (habar yonis sous clans issak) sont majoritaires dans la région.
La région fait aujourd'hui partie du Somaliland.

## Histoire
De 1900 à 1920, un état somali islamique sunnite, Derwish State, a dirigé la zone nord (Taleh).
Depuis 1990, la région a été disputée par le Somaliland, le Pount (ou Puntland) et le Khatumo.

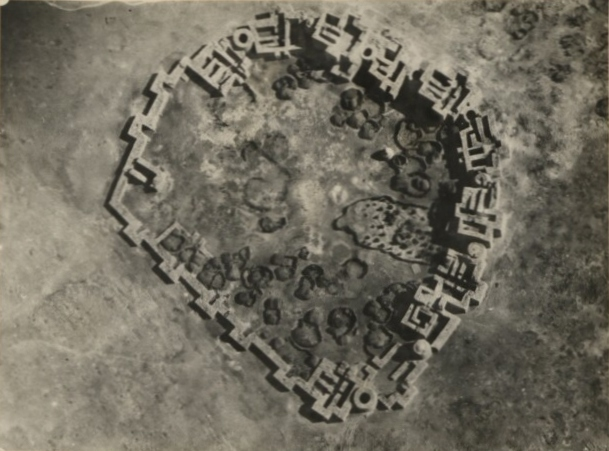
Fort des derviches à Taleh

## Districts
La région se compose de quatre districts : Aynabo (district), Las Anod (district), Taleh (district), Hudun (district).

Somalie

## Villes
Les villes principales sont Aynabo, Boocame, Xudun, Kalabaydh, Las Anod et Taleh.

## Sites
Parmi les sites archéologiques : Goan Bogame, Golharfo, Gubyaley.